# Euplatysphaera
Euplatysphaera is een geslacht van kevers uit de familie bladkevers (Chrysomelidae).
De naam van het geslacht werd in 2001, als Platysphaera, door Medvedev gepubliceerd maar was een junior homoniem van Platysphaera Holdich & Harrison, 1981, en dus niet geldig. Hüseyin Özdikmen publiceerde in 2008 Euplatysphaera als nomen novum (vervangende naam).

## Soorten
- Euplatysphaera indochinensis (Chen, 1934)
- Euplatysphaera thaiensis (Medvedev, 2001)